# Marko Maršićević
Marko Maršićević (Beograd, 24. jun 1971), srpski je režiser, menadžer u kulturi i političar.

## Karijera
u Beogradu je završio osnovnu i srednju školu. Diplomirao je na Fakultetu dramskih umetnosti u Beogradu, smer pozorišna i radio produkcija, gde je upisao postdiplomske studije, smer - menadžment pozorišta.
Godine 1991. počinje da se bavi produkcijom profesionalno. Početak njegove karijere obeležila je saradnja sa medijskim kućama kao što su televizija B92, nedeljnik Vreme, MTS, PGP RTS, Komuna, Idols & Friends.
Kao vlasnik i direktor produkcione kuće Mechanical Duck od 1996. do 2006. godine realizuje više od 300 video reklamnih i muzičkih spotova. 2007. godine postaje manjinski partner Dragana Sakana i direktor New Ideas Production (član grupacije New Moment New Ideas Company Y & R), koja je do 2010. godine realizovala preko 100 reklamnih spotova i više desetina događaja za najveće klijente kao što su Philip Moris, US Steel, City Bank, Davidoff i Coca-Cola. Od 2000. do 2010. na mestu direktora produkcije realizuje preko 20 festivala, između ostalih, BeogrAD festival (Srbija) i Ideas Campus Piran (Slovenija).
Od 2000. do 2010. godine direktor je i produkcije devet političkih kampanja u Srbiji, Bosni i Hercegovini i Makedoniji. Od 2001. je i izvršni producent video opere The man Who mistook his wife for a hat, autora Majkla Najmana. Od 2001. je i osnivač i član Upravnog odbora fonda Maja Maršićević Tasić, koji svake godine dodeljuje nagradu Osvajanje slobode.
Od 2003. do 2005. godine je član Upravnog odbora Doma omladine Beograda, a 2006. radi kao direktor produkcije New Ideas simfonije, autora Zorana Simjanovića. U 2007. je i direktor produkcije nastupa Srbije na Evrosongu u Helsinkiju. Od 2010. je direktor produkcije evropske marketinške nagrade Epika u Beogradu. 2007. godine bio je izvršni sajt kordinator koncerta Rolingstonsa u Budvi, Crna Gora. Od 2009. do 2010. je na mestu predsednika upravnog odbora BELEF-a, koji je tada uveden u EAF (Evropsku asocijaciju festivala). 2010. postaje direktor produkcije festivala WPP (Wire and Plastic Products plc) Piran Idea New Europe.
Dobitnik je brojnih nagrada među kojima i dve MTS nagrade Bruklin video-98 za spotove »Ko je ko« grupe Plejboj i »Misli mene gone« grupe Sunshine, kao i UEPS-ove nagrade za najbolje evente - BeogrAD festival, Chivas, Epika.
2010. postaje potpredsednik Odbora za organizaciju kandidature Beograda za Evropsku prestonicu kulture 2020. godine i jedan je od inicijatora ovog projekta.

### Politička karijera
- 2005. osnivač Liberalno-demokratske partije i član prvog predsedništva stranke
- 2008. izabran za odbornika Liberalno-demokratske partije u Skupštini grada Beograda
- 2009. izabran za predsednika Saveta za kulturu, medije i kreativnu industriju Liberalno-demokratske partije
- 2009. član gradskog odbora

Govori engleski i slovenački jezik. Otac je jednog deteta.

## Spoljašnje veze
- „Osnivač: Marko Maršićević”. MARSH. Приступљено 31. 1. 2019.